# Mangrovekust van noordelijk Zuid-Amerika
De Mangrovekust van noordelijk Zuid-Amerika is een in noordelijk Zuid-Amerika gelegen WWF-ecoregio die met het symbool NT1411 aangeduid wordt.
De regio bevat enige van de uitgebreidste en structureel meest complexe mangroven van Zuid-Amerika.
De mangroven zijn grotendeels aaneengesloten, behoudens dat zij door de mondingen van rivieren en beken onderbroken worden. De ecoregio betreft the hele kust van de rivier de Oyapok die de grens tussen Brazilië en Frans Guiana vormt tot de delta van de Orinoco. De lengte bedraagt ongeveer 1200 km en het klimaat en de jaarlijkse regenval verschillen over die afstand. Aan het Venezolaanse einde valt er gemiddeld 960 mm regen. In de natste delen van Suriname kan het tot 3.054 mm per jaar oplopen. Er staat een westelijke stroming langs de kust die zand- en modderbanken tot 1,5 km per jaar kan doen verplaatsen. In Suriname is dat vooral modderbanken, hoewel de Tijgerbank een uitzondering is en er evenwijdig aan de Surinaamse kust een landschap van ritsen te vinden is.
De delta van de Orinoco is een grote en actief sedimentaire vlakte die binnen deze ecoregio valt. In het midden van de delta worden de rode mangrove Rhizophora mangle en de verwante R. harrisonii en R. racemosa gevonden waar het zoutgehalte het hoogste is. In zoetere delen groeit de moeraspalm Mauritia flexuosa in veenmoerassen. Er zijn ook zwampbossen met Euterpe oleracea, Symphonia globulifera en Pterocarpus officinalis.
In Suriname zijn de drie voornaamste mangrovesoorten:
- de witte mangrove
- de zwarte mangrove
- de rode mangrove

De ecoregio grenst hier aan het Paramaribo-zwampbos (NT0149) verder landinwaarts.

## Fauna
De ecoregio is bekend vanwege zijn vogels. Alleen al in Venezuela en Suriname zijn er niet minder dan 118 soorten bekend. Veel hiervan zijn steltlopers en watervogels die komen overwinteren uit noordelijker streken, maar er is ook een soort als de rode ibis die endemisch is voor deze streken. Er zijn meer dan 50 soorten zoogdieren waaronder buideldieren, apen, miereneters, de jaguar, de ocelot en de poema. Zeeschildpadden van een aantal soorten komen op zandige gedeelten hun eieren leggen en er zijn twee unieke soorten amfibieën die de zilte omstandigheden trotseren Pseudis paradoxa en Pipa pipa. In Suriname worden twee krabbensoorten veel in dit gebied gevonden, de mangrove-boomkrab en de grote mangrovekrab.

## Bescherming
Het grootste deel van de ecoregio ligt in Venezuela. Guyana heeft 800 km2, Suriname 1150 km2 en Frans Guyana slechts 55 km2. In Suriname zijn minstens 7 beschermde gebieden. In Guyana is de situatie minder rooskleurig.
Er zijn een aantal beschermde gebieden in Suriname:
1. Natuurreservaat Coppenamemonding
2. Natuurreservaat Wia Wia
3. Natuurreservaat Galibi

In 2022 werd begonnen met het Mangrove Rehabilitatie Project Weg naar Zee waar middels kwelderwerken de aanwas van mangroven bevorderd wordt.

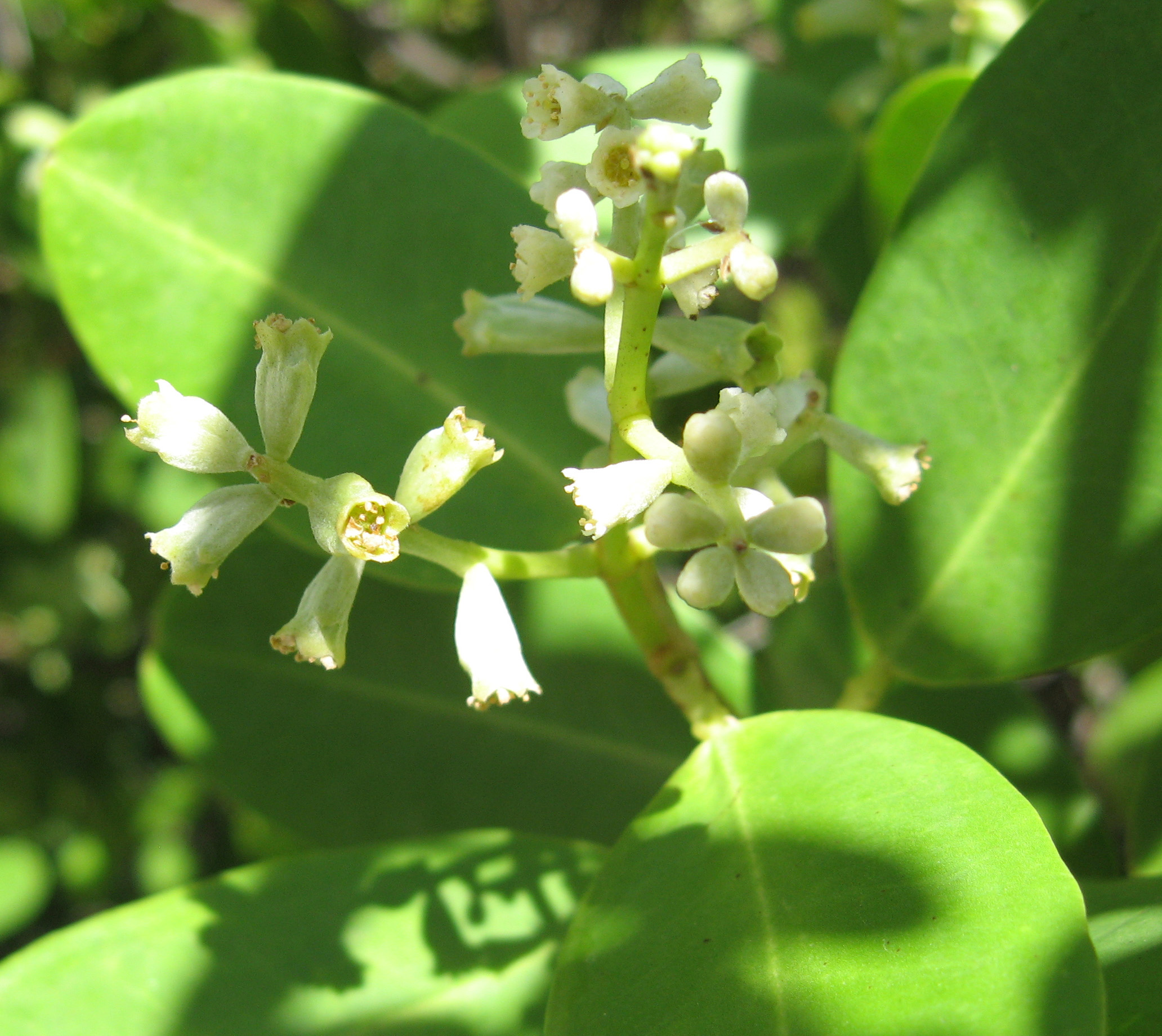
Laguncularia racemosa
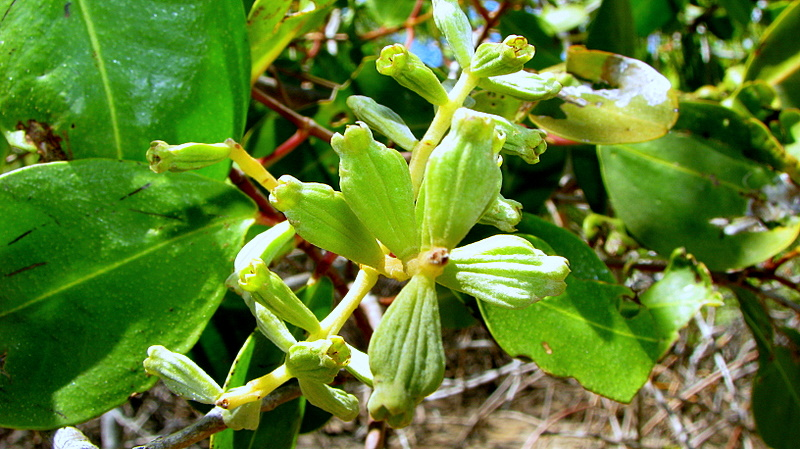
Laguncularia racemosa